# Antonio Bosio
Antonio Bosio (Malta, 1575 – Roma, 6 settembre 1629) è stato un archeologo maltese.
Nel 1587 si trasferisce a Roma con lo zio Giacomo, che affianca lungo tutta la vota come Agente del Sovrano Militare Ordine di Malta. Qui frequenta dapprima il Collegio Romano ove si perfeziona in lettere e filosofia, e poi l'università La Sapienza, ove segue i corsi di giurisprudenza. Nel corso dei suoi studi e grazie alle conoscenze di suo zio, entra in contatto molti umanisti romani, tra cui Pompeo Ugonio e Alfonso Ciacconio. 
Cultore della storia antica della chiesa, inizia una intensa attività di ricerca e di studio delle catacombe romane, il cui ricordo e la cui ubicazione si era persa nel corso dei secoli. E così il 10 dicembre 1593, per la prima volta, con l'amico Pompeo entra nella catacomba di Domitilla: fu un'esperienza unica ed insieme drammatica, visto che, probabilmente, rischiarono di morire:
(A. Bosio, "Roma Sotterranea", 1632, p. 195.)
Percorrendo le strade consolari fuori dalle mura cittadine, negli anni successivi il Bosio rintracciò ed identificò oltre 30 catacombe. Nelle sue ricerche ed esplorazioni si fece accompagnare da disegnatori, che avevano il compito di riprodurre in immagini gli affreschi, i sarcofaghi e altri oggetti rinvenuti nelle catacombe. L'immensa mole di materiale raccolto fu pubblicato, tre anni dopo la sua morte, nel 1632, con il titolo di “Roma sotterranea”. «Si incaricò di curare la stampa postuma della Roma sotterranea del Bosio l’oratoriano Giovanni Severano, suo amico.»
Per questa sua instancabile attività, il Bosio fu definito da Giovanni Battista de Rossi, il « Cristoforo Colombo della Roma sotterranea ».